# Tác giả
Tác giả là người sáng tạo ra các tác phẩm viết như sách, kịch, thơ, bài hát,... Nói chính xác hơn, một tác giả "là người đã tạo ra hoặc ban sự sống cho một thứ gì đó" và có trách nhiệm đối với thứ đó.

## Ý nghĩa pháp lý của quyền tác giả
Điển hình, người giữ bản quyền tác phẩm là người tạo ra nó, hay còn gọi là tác giả. Nếu nhiều người cùng hoàn thành một tác phẩm, thì hiện tượng đồng tác giả sẽ diễn ra theo tiêu chí được đặt. Trong quyền tác giả của nhiều bộ luật ở nhiều nước, sẽ có những điều kiện cần thiết phù hợp để cấu thành quyền tác giả. Ví dụ, theo Văn phòng pháp lý Hoa Kỳ, định nghĩa nó là "một hình thức bảo vệ được pháp luật Hoa Kỳ công nhận (title 17, U.S. Code) cho tác giả có quyền tác giả của "Tác phẩm gốc".
Việc có quyền "Tác giả" của bất kì "tác phẩm văn học, hài kịch, âm nhạc, nghệ thuật, [hoặc] những tác phẩm trí thức khác" khiến tác giả là người giữ tác phẩm, và liên quan đến việc phân phối tác phẩm của họ. Người nào muốn sử dụng những tác phẩm sở hữu trí tuệ này phải xin phép người giữ tác phẩm để sử dụng tác phẩm này, và thường xuyên trả phí cho việc xin phép quyền tác phẩm. Trong một thời gian dài, quyền tác giả trên sản phẩm trí tuệ sẽ hết hạn và được cho phép sử dụng rộng rãi bởi công chúng, khi mà chúng sẽ được sử dụng không giới hạn. Quyền tác giả trong nhiều hiến pháp – hầu hết đều theo mô hình của Hoa Kỳ, khi mà công nghiệp giải trí và xuất bản phải có sức mạnh vận động hành lang rất lớn (nhưng được xem là trái phép ở Việt Nam) – đã được sửa đổi nhiều lần trước khi ban hành, để kéo dài thời gian quyền tác phẩm của tác giả. Tuy nhiên, bản quyền chỉ là sự đảm bảo về mặt pháp lý mà người ta sở hữu tác phẩm của mình. Nói chung, người ta đã có quyền tác phẩm khi tạo ra nó. Trong nhiều trường hợp ở nhiều nước, quyền tác giả có thể được truyền lại cho người khác khi người sở hữu mất. Người được kế thừa quyền tác giả không phải là tác giả, nhưng có cùng lợi ích pháp lý.
Nhiều câu hỏi được đưa ra trước quyền tác giả. Nó là như thế nào, ví dụ, vấn đề phức tạp như là fan fiction? Nếu cơ quan truyền thông chịu trách nhiệm sản xuất các ý tưởng từ fan (người hâm mộ), giới hạn là gì trước hạn chế của pháp lý từ diễn viên, âm nhạc, và những quan điểm khác, vào cuộc? Thêm vào đó, quyền tác giả áp dụng cho câu chuyện của fan cho sách như thế nào? Tác giả gốc, cũng như nhà xuất bản, có sức mạnh pháp lý gì để điều chỉnh cũng như dừng hẳn fan fiction? Những trường hợp đặc biệt này cho thấy sự rắc rối của quyền tác giả là như thế nào, bởi vì những fiction này có thể bao gồm cả quyền thương hiệu (v.d. tên của nhân vật trong tác phẩm), quyền nhân thân (như là diễn viên, hoặc là toàn bộ cá thể viễn tưởng), quyền sử dụng hợp lý cho công chúng (bao gồm quyền nhại lại hoặc châm biếm), và nhiều quyền rắc rối khác.
Tác giả có thể chia quyền của mình cho những tổ chức khác nhau, tại cùng một thời điểm, và cho nhiều mục đích sử dụng khác nhau, như là quyền chuyển thể một câu chuyện thành phim, nhưng chỉ có tên nhân vật khác, bởi vì tên nhân vật đã được giữ bản quyền bởi công ty khác cho sê-ri truyền hình và trò chơi điện tử. Tác giả không có quyền tác giả khi làm việc dưới hợp đồng khi mà họ đáng lẽ phải không làm vậy, như là việc tạo ra tác phẩm được thuê làm (v.d., thuê người viết sách hướng dẫn du lịch bởi chính quyền giữ quyền tác phẩm đó), hoặc là viết một tác phẩm sử dụng sản phẩm trí tuệ của người khác (như là viết một tiểu thuyết hoặc một vở kịch mới cho tác phẩm đã có trong truyền thông).

## Tác giả tại Việt Nam

### Khái niệm
Tác giả là người trực tiếp sáng tạo ra một phần hoặc toàn bộ tác phẩm văn học, nghệ thuật và khoa học (theo Điều 6 mục quyền tác giả trong nghị định số 22/2018/NĐ-CP ngày 23/02/2018 của Chính phủ).
Tác giả có thể đồng thời là chủ sở hữu quyền tác giả. Lưu ý, tác giả chỉ có thể là cá nhân, không thể là tổ chức.
Năm tác giả nổi tiếng thế kỷ 20 của Việt Nam là Nguyễn Khuyến, Phan Bội Châu, Tản Đà, Thế Lữ, Hàn Mặc Tử..

### Đồng tác giả
Điều 736, khoản 1 Bộ luật Dân sự năm 2005 ghi nhận: "Hai người hoặc nhiều người cùng sáng tạo ra tác phẩm thì những người đó là các đồng tác giả".
Bộ luật Dân sự 2005 điều 741 quy định: "Tác phẩm được các đồng tác giả sáng tạo, trong đó mỗi phần do từng đồng tác giả sáng tạo có thể tách rời để sử dụng độc lập" và "được áp dụng cho từng phần tác phẩm được sử dụng độc lập đó, nếu các đồng tác giả không có thoả thuận khác".
Khoản 7, Điều 4 và Khoản 3, Điều 14 Luật SHTT Việt Nam năm 2009 quy định: "Tác phẩm là sản phẩm sáng tạo trong lĩnh vực văn học, nghệ thuật và khoa học thể hiện bằng bất kỳ phương tiện hay hình thức nào" và "phải do tác giả trực tiếp sáng tạo bằng lao động trí tuệ của mình mà không sao chép từ tác phẩm của người khác".
Những tác phẩm tiếng Anh được xem là đồng tác giả như: Tiny Pretty Things của Sona Charaipotra và Dhonielle Clayton, Because You Love to Hate Me: 13 Tales of Villainy của Amerie, What If It’s Us của Adam Silvera và Becky Albertalli, Unearthed của Amie Kaufman và Meagan Spooner, Tales from the Shadowhunter Academy của Cassandra Clare, Sarah Rees Brennan, Maureen Johnson và Robin Wasserman.